# Heinz Baked Beans
Pistes de The Who Sell Out
Armenia City in the Sky Mary-Anne with the Shaky Hand
Heinz Baked Beans est une courte chanson du groupe britannique The Who, parue comme deuxième piste de l'album The Who Sell Out, en 1967.
C'est l'un des jingles parodiques composés par John Entwistle et Keith Moon pour l'album, qui se présente comme une émission radio entrecoupée de publicités. Il s'agit ici d'une publicité pour des haricots de la marque Heinz : divers membres d'une famille demandent à la mère ce qu'il y a pour le dîner, sur une ritournelle joyeuse jouée par les cuivres. La réponse vient à la fin de la chanson: une voix annonce : « Heinz Baked Beans ».